# RGS12
RGS12‏ (Regulator of G-protein-signaling 12) هوَ بروتين يُشَفر بواسطة جين RGS12 في الإنسان.